# Eguzku
Eguzku, även kallad Eki, Ekhi, Eguzki, Iuski, Iguzki eller Iduzki (baskiska: "Solen") var solens gudinna i baskisk mytologi.
Hon var syster till mångudinnan Ilargi och dotter till jordens gudinna Amalur, till vars livmoder, Itxasgorrieta, hon återvände varje solnedgång. De gamla ibererna och baskerna tillbad henne i en ceremoni varje solnedgång, då hon gick till vila. 